# Digitalis purpurea
Digitalis purpurea, llamada popularmente dedalera o digital, entre otros muchos nombres, es una especie herbácea bienal de la familia de las Escrofulariáceas.

## Descripción
La digital se desarrolla en un ciclo de dos años; en el primero, tras germinar, produce únicamente una roseta de hojas basales, ovales, dentadas y de largo peciolo, mientras que durante el segundo año se desarrolla un tallo largo (0,50 a 2,5 m) y cubierto de hojas sésiles y rugosas; todas las hojas de esta planta son ligeramente pubescentes, dentadas, simples y alternas, con el envés finamente texturado; se hacen más pequeñas hacia la cima del tallo.
Las flores forman racimos colgantes terminales; son tubulares, de hasta 5 cm de largo, con pétalos de color que varía desde el amarillo pálido hasta el rosa intenso por el exterior y púrpura en el interior de la corola. Florecen de junio a septiembre en el hemisferio norte, dando lugar luego a una cápsula. La polinización es realizada por abejas. Las semillas son dispersadas por el viento.

## Distribución y hábitat
Son nativas de Europa, el noroeste de África y Asia central y occidental. En estado silvestre se suele encontrar en terraplenes, linderos boscosos o entre peñascos en zonas montañosas. En países de Sudamérica como Chile fue introducida desde Europa, alcanzando gran propagación en la zona sur entre el Maule y Magallanes, siendo frecuente en La Araucanía y Los Lagos. Los mapuches la conocen como "chollol-peshquin". En Argentina se da en las provincias de Jujuy, Neuquén, Río Negro y Tierra del Fuego, es común encontrarla más al norte también, especialmente en Colombia.

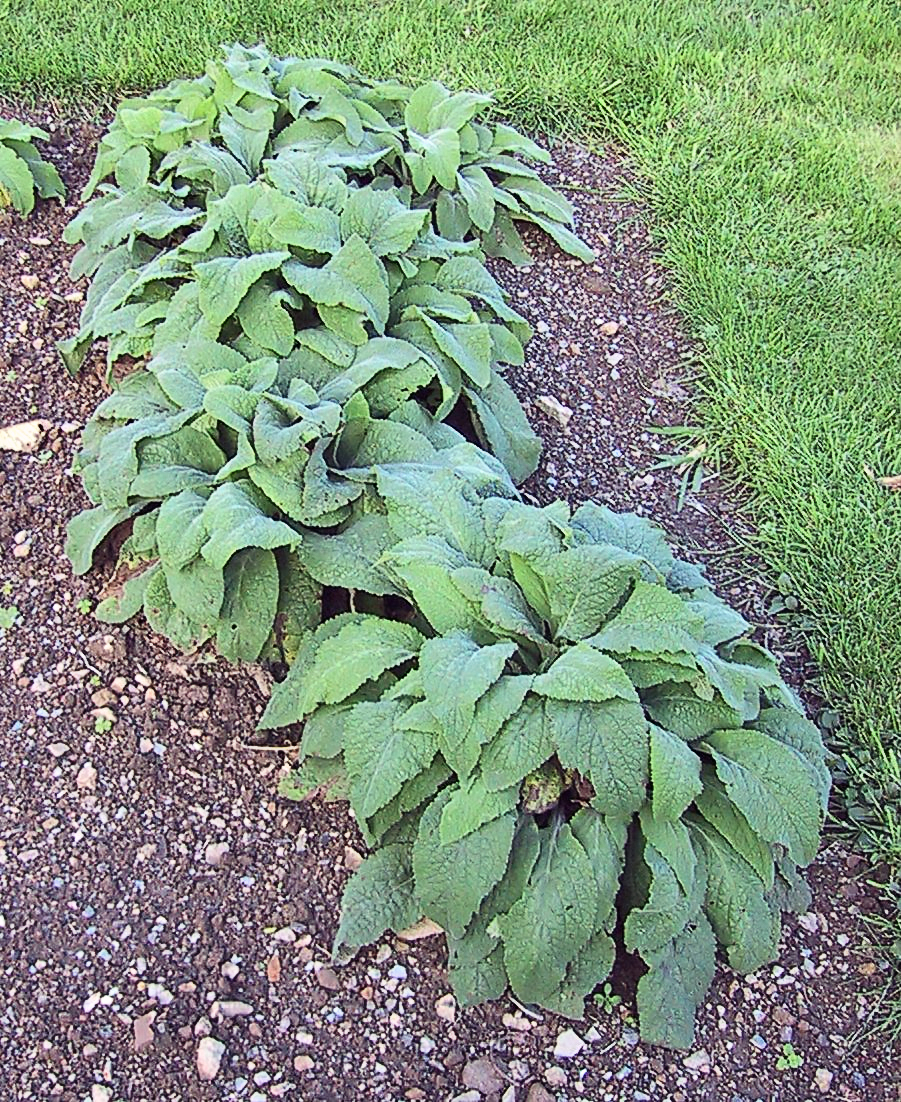
follaje.

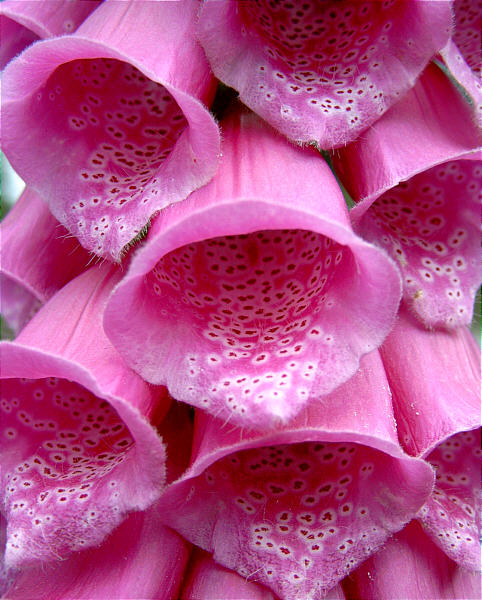
Flores.

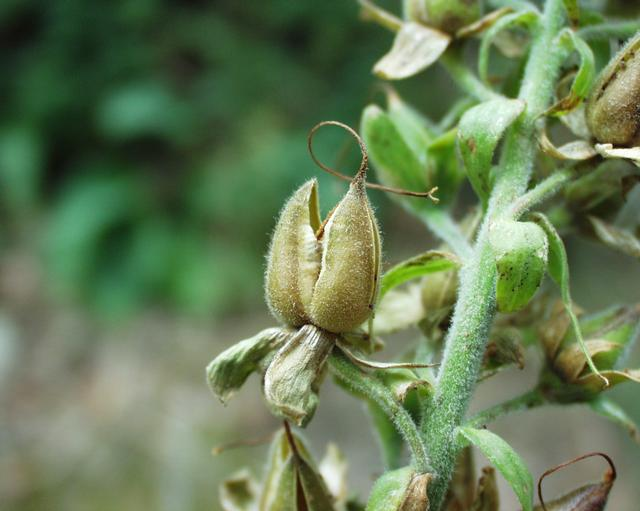
Frutos.

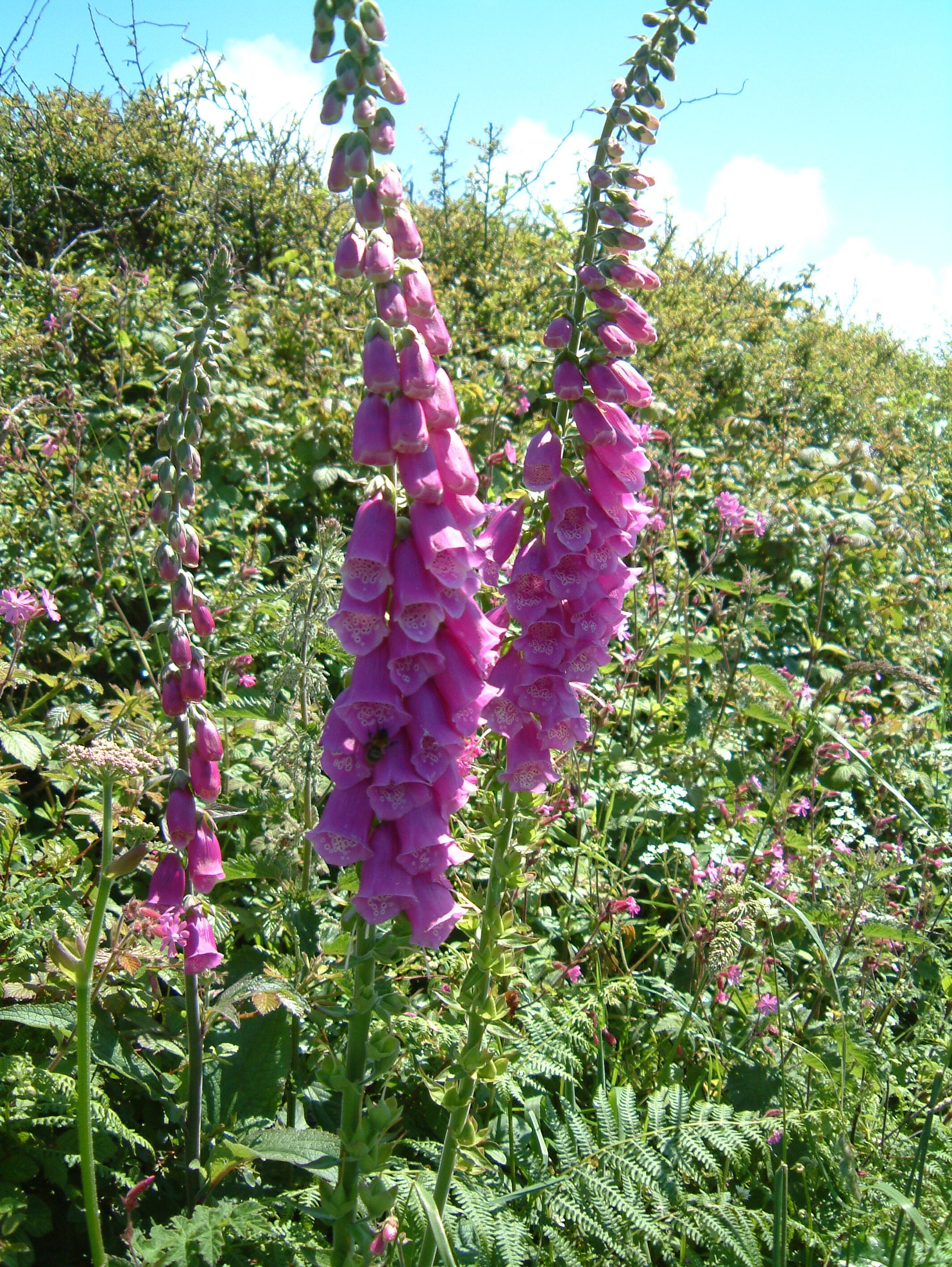
Inflorescencias.

Esta planta se encuentra normalmente en medios montañosos como claros de bosques, márgenes de caminos y taludes, terraplenes, acantilados, entre rocas o zonas de reciente tala. En general, se encuentra en terrenos húmedos y silícicos (raramente en terrenos calcáreos).
En Europa aparece con mayor frecuencia cerca de robles, hayedos y abetos, aunque también se puede ver con encinas y alcornoques en el sur de la península ibérica. Predomina en zonas de climas templados, de sombra o semisombra.
Su época de floración es de verano a otoño, según la altitud.

## Cultivo
La digital es apreciada como ornamental, además de por el valor medicinal de su principio activo. Prefiere los climas templados, la sombra o semisombra, y los suelos ácidos y húmedos. Se naturaliza con facilidad, pero no es invasiva.
La digital ha sido objeto de intenso cultivo, y varios cultivares se han difundido entre los jardineros. Alba produce flores de color blanco; Giant Shirley, flores acampanadas de gran tamaño, con pintas de color purpúreo; Gloxinioides tiene flores de color claro, con marcas pintadas en el exterior; Foxy florece desde el primer año, produciendo flores de pequeño tamaño y color intenso.

## Uso medicinal
Su uso medicinal ya era conocido por los antiguos egipcios. El órgano de la planta utilizado por sus virtudes medicinales son las hojas. Presentan escaso olor, aunque característico y un sabor amargo. Son grandes (10-30 x 5-10 cm), ovalanceoladas y con un limbo irregularmente dentado. Poseen un color verde oscuro y glabro por el haz y de un verde blanquecino y muy pubescente en el envés. Su nervadura es reticulada y muy prominente.

### Micromorfología
- Presenta abundantes pelos tectores pluricelulares (3-5 células) de paredes delgadas finamente punteadas.
- Escasos pelos secretores, generalmente de pie unicelular y cabeza bicelular, aunque a veces el pie puede ser pluricelular y la cabeza unicelular.
- También posee estomas anomocíticos.

La cantidad de principios activos que contienen las hojas varía mucho durante todo el día.  Durante la tarde se acumula la máxima cantidad, luego empieza a decrecer, porque la propia planta destruye los principios activos formados. Al amanecer, las hojas carecen total o casi totalmente de ellos.
Por eso la recolección se hace durante las primeras horas de la tarde; y se recolectan las hojas inferiores más sanas y enteras cuando ya se han empezado a abrir las primeras flores de la planta. Por el contrario, se recomienda menospreciar las hojas viejas, de la parte externa de la roseta basal, así como las de la parte superior.
Las hojas deben ser rápidamente desecadas (entre 55 y 60 °C) nada más ser recolectadas para poder conservar sus principios activos. Los glucósidos cardiotónicos son sensibles al calor y la humedad. Un exceso de humedad desencadenaría unas reacciones enzimáticas que producirían la pérdida de la actividad farmacológica.

## Química
La distintiva flor de la digital —cuya forma, similar a un dedal, dio lugar a su nombre— y sus hojas, contienen una poderosa toxina, la digitalina, que afecta el funcionamiento cardíaco. Extremadamente venenosas si se consumen, el extracto del principio activo ha sido empleado como medicación para la arritmia y otras deficiencias cardíacas desde finales del siglo XVIII.
La digitoxina y la digoxina presentes en las hojas, flores y semillas de la digital la protegen del ataque de predadores. Su ingesta es fatal con frecuencia. Actúan inhibiendo la bomba sodio-potasio ATPasa, por lo cual se incrementa el  calcio intracelular. Este incremento produce un efecto inotrópico positivo. También se produce un efecto vagal en el sistema nervioso parasimpático, y por esta razón se utiliza en la regulación de las arritmias cardíacas y para enlentecer las pulsaciones del ventrículo en la  fibrilación ventricular. Debido al efecto vagal la digital no tiene  efectividad cuando el paciente tiene el sistema nervioso simpático al límite, lo cual es el caso de las personas gravemente enfermas.
La toxicidad de la digital (intoxicación digitálica) es el resultado de una sobredosificación y produce una visión amarilla (xantopsia) y la aparición de visión de perfiles desdibujados (halos), además de bradicardia en casos extremos. Debido a que uno de los efectos secundarios de la digital es la reducción del apetito, algunos individuos han abusado de ella como una ayuda en la pérdida de peso.
La digital es un ejemplo clásico de droga derivada de una planta y antiguamente usada por herboristas, quienes hace tiempo que la dejaron de utilizar debido al estrecho margen de seguridad terapéutica y la dificultad, en consecuencia, de determinar la cantidad de sustancia activa adecuada en las preparaciones herbales.
Cuando se conoció la utilidad de la digital en la regulación del pulso, se empleó con una gran variedad de propósitos, incluido el tratamiento de la epilepsia y otros desórdenes, aunque hoy en día se ha reconocido que era un uso inapropiado.
Principios activos
Contiene heterósidos cardiotónicos (0,30%) derivados de la digitoxigenina (digitoxina y otros) y de la gitoxigenina y gitaloxigenina (gitoxina, etcétera), flavonoides y saponósidos.

## Taxonomía
Digitalis purpurea fue descrita por Carlos Linneo y publicado en Species Plantarum 2: 621–622. 1753.
Etimología
El nombre de Digitalis purpurea se debe a la forma y color de las flores. El nombre genérico de Digitalis proviene de la palabra latina digitus, que significa dedo, y purpurea, que significa lila o purpúreo.
Sinonimia
- Digitalis miniana Samp.
- Digitalis nevadensis Kunze
- Digitalis tomentosa Hoffmanns. & Link[5]
- Digitalis purpurascens Lej.
- Digitalis minor L.
- Digitalis libertiana Dumort.
- Digitalis alba Schrank
- Digitalis speciosa Salisb. [nom. illeg.][6]
- Digitalis campbelliana W.Baxter
- Digitalis carnea Meigen & Weing.
- Digitalis fucata Ehrh.
- Digitalis gloxinioides Carrière
- Digitalis gyspergerae Rouy
- Digitalis intermedia Lapeyr.
- Digitalis longiflora Lej.
- Digitalis media Elmig.
- Digitalis purpureolutea G.Mey.
- Digitalis thapsi Bertero ex Nyman[7]

## Nombres comunes
Digitalis purpurea es llamada de una multitud de formas distintas en español:
- Alcahueta del cerezo
- Azalda
- Bilicroques
- Bragas de cucu
- Brotónica real
- Cachapeiro
- Cachipeiro
- Calzón de cuco
- Calzones
- Calzones de cuquillo
- Calzones de zorra
- Campanas de san Juan
- Campanilla
- Campanillones
- Cartucho
- Catechos
- Chupamieles
- Chupamielis
- Chupera
- Dedal de doncella
- Dedal de monja
- Dedal de princesa
- Dedalera
- Dedales
- Dedales de monja
- Dedil
- Dedillos de Dios
- Digital
- Digitalina
- Digital purpúrea
- Emborrachacabras
- Estallones
- Estallos
- Flor de la castañuela
- Flor de la monda
- Gilora, giloria
- Goldaperra
- Gualdaperra
- Gualdrapera
- Guante de Nuestra Señora
- Guante de la Virgen
- Guantelete
- Guantera
- Jiloria
- Lobera
- Manguitos de cuco
- Mata de lagartija
- Mataperla
- Pantalones del cucu
- Pasionaria
- Restallo
- Sanjuan
- Sanjuanines
- Tarantaina
- Triscos
- Tristera
- Villoria
- Viloria
- Viluria
- Vueltaperra
- Zapatitos de Cristo.
- Bilitroques